# Đảo chính Gabon 2023
Vào ngày 30 tháng 8 năm 2023, một cuộc đảo chính xảy ra tại Gabon nhằm lật đổ Tổng thống Ali Bongo Ondimba. Sau đảo chính, lực lượng phòng vệ đã tuyên bố lệnh giới nghiêm và đóng cửa biên giới trong vòng 3 ngày. Gabon là quốc gia thứ 8 ở châu Phi xảy ra đảo chính kể từ năm 2020.